# SpaceX DM-1
SpaceX DM-1 (Demonstration Mission) — перший демонстраційний політ пілотованого космічного корабля (КК) Dragon 2 до МКС без людей на борту. Запуск здійснила 2 березня 2019 року американська компанія SpaceX ракетою-носієм Falcon 9 Block 5 у рамках контракту з НАСА Commercial Crew Development щодо доставлення на МКС членів екіпажу та вантажу.

## Історія
Початково місія була запланована на грудень 2016 року, але запуск кілька разів відкладали.

## Огляд місії
Протягом польоту особлива увага звертатиметься на процедуру наближення КК до МКС та їх автоматичного стикування без допомоги маніпулятора, яке відбудеться 3 березня. Після п'яти днів перебування коло МКС Dragon 2 відстикується, здійснить входження в атмосферу Землі та приводниться в океан. Використана капсула для екіпажу буде відновлена і застосована під час проведення випробування системи аварійного порятунку. Усі отримані дані будуть впливати на те, чи видасть NASA дозвіл SpaceX на перевезення людей.
Перед вхідними дверцятами корабля у містку-переході від запускальної вежі встановили табличку зі шкалою, на якій відмічено найнижчий допустимий ріст для польоту. Звісно, це черговий жарт Маска. Таку шкалу використовують на деяких атракціонах для «відсіювання» маленьких дітей.
«Пасажиром» летить одягнений у скафандр SpaceX та нашпигований різноманітними датчиками манекен Ripley (фото). Це посилання на фільм «Чужий». Також там знаходиться «високотехнологічний сенсор для визначення відсутності гравітації». Це м'яка іграшка у формі Землі. Загалом маса корабля буде такою ж, як і під час майбутніх робочих польотів.
Crew Dragon має привезти до МКС продовольчі запаси, а також спеціальне обладнання.

## Запуск та політ
Запуск здійснено 2 березня 2019 року зі стартового майданчика LC-39a з мису Канаверал у штаті Флорида о 07:49 (UTC). Через 11 хвилин після старту Crew Dragon успішно відділився від другого ступеня. Перший ступінь успішно повернувся на Землю, опустившись на платформу в Атлантичному океані на відстані 500 км від узбережжя Флориди.
На відміну від вантажного Dragon, пілотований зістикувався з модулем Гармоні без допомоги маніпулятора. Це відбулося 3 березня, 10:51 (UTC). Збиралася інформація про роботу рушійної, електричної, навігаційної систем та системи підтримки життєдіяльності.
8 березня о 7:30 (UTC) корабель разом із результатами наукових експериментів на борту відстикувався від МКС. О 13:45 капсула, що попередньо здійснила входження в атмосферу, вдало приводнилася неподалік узбережжя Флориди, де була піднята на борт рятувального судна.

## Подальша невдача
Врятована капсула від корабля повинна була застосовуватися у червні під час випробування системи порятунку у польоті. Тобто її повинні були встановити на ракету Falcon 9 (на другий ступінь без двигуна), та під час проходження максимального навантаження капсула, використовуючи власні двигуни SuperDraco, мала б, імітуючи небезпечну ситуацію, від'єднатися від ракети та "відскочити" на безпечну відстань із подальшим приводненням в океан на парашутах. 
20 квітня 2019 року під час планового стендового випробування SuperDraco стався вибух, і капсула зруйнувалася. Люди не постраждали, але розклад запуску екіпажу посунувся аж до травня 2020 року.

## Галерея

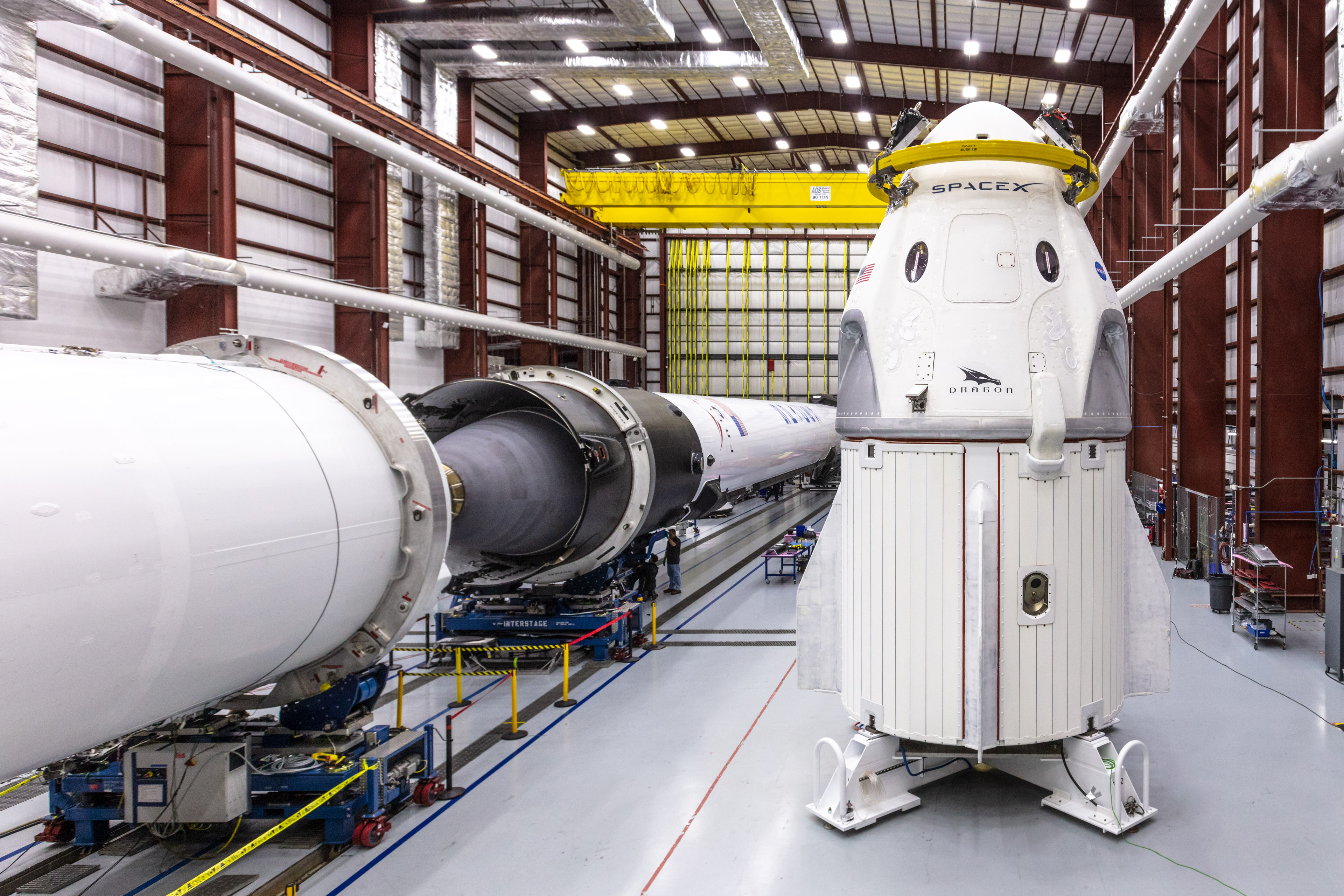
Crew Dragon поруч із ракетою-носієм
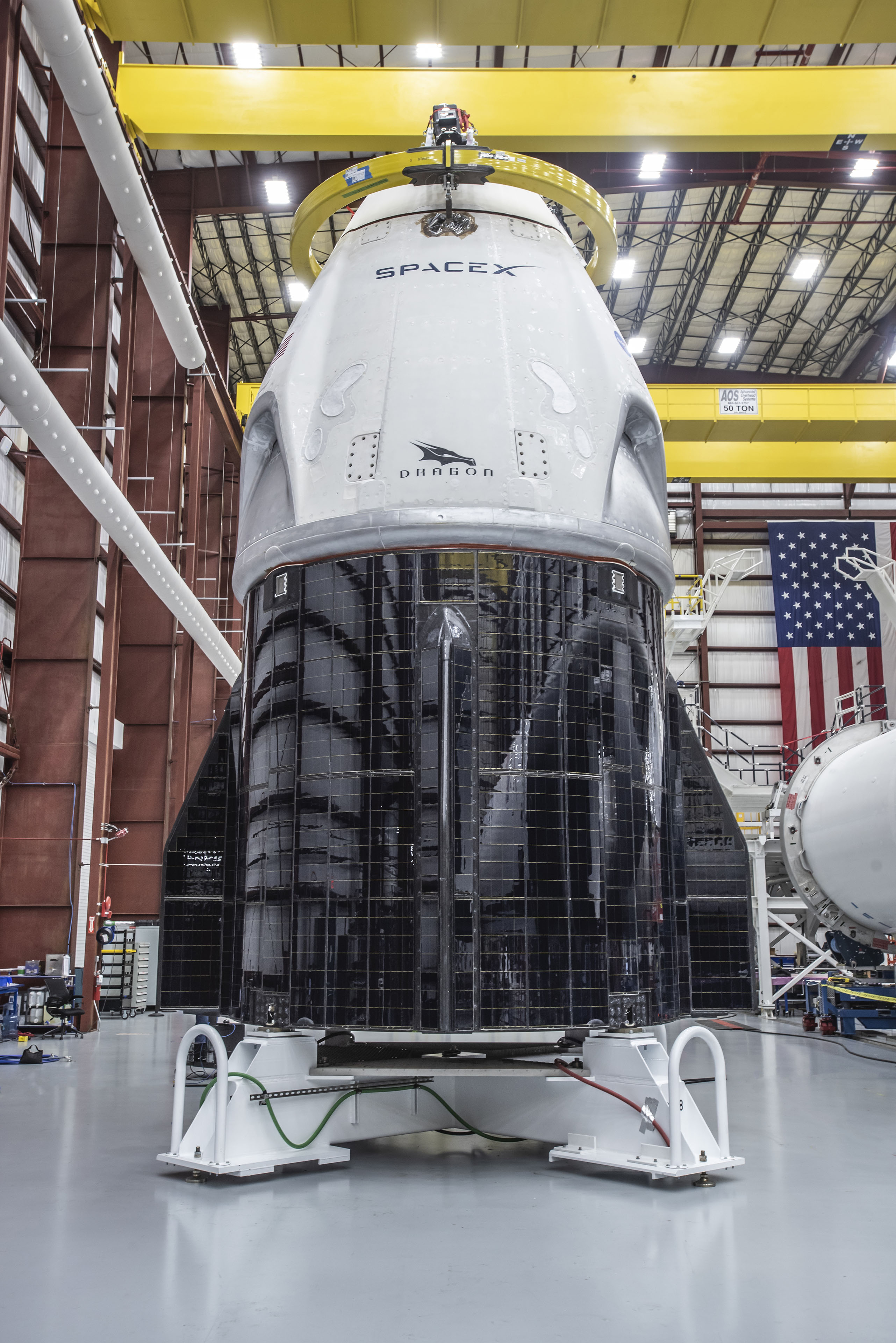
Корабель з іншого боку: під час повернення капсула (біла) збережеться, а вантажний відсік, вкритий чорними сонячними панелями, відстикується і згорить в атмосфері
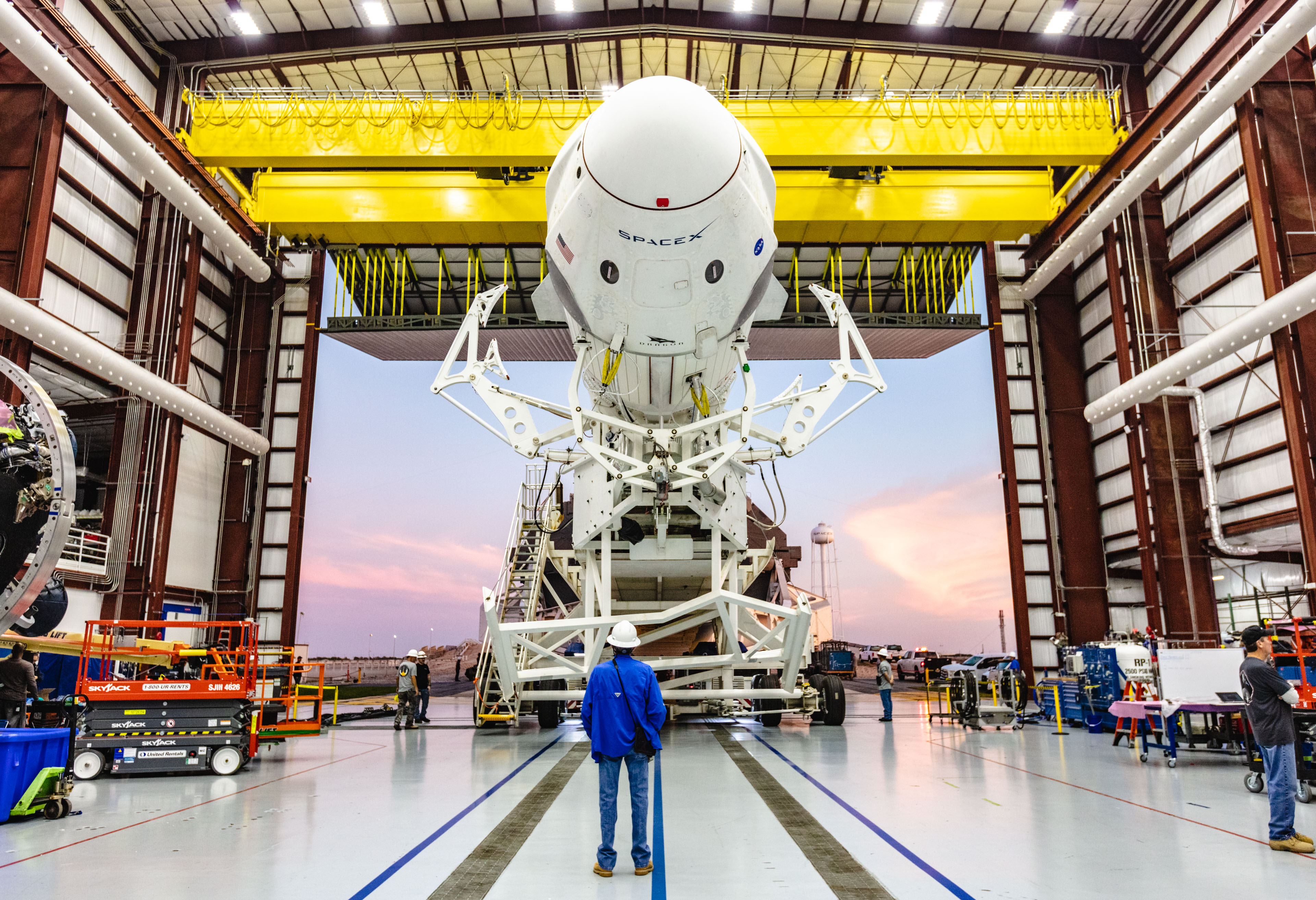
Вивезення з ангара
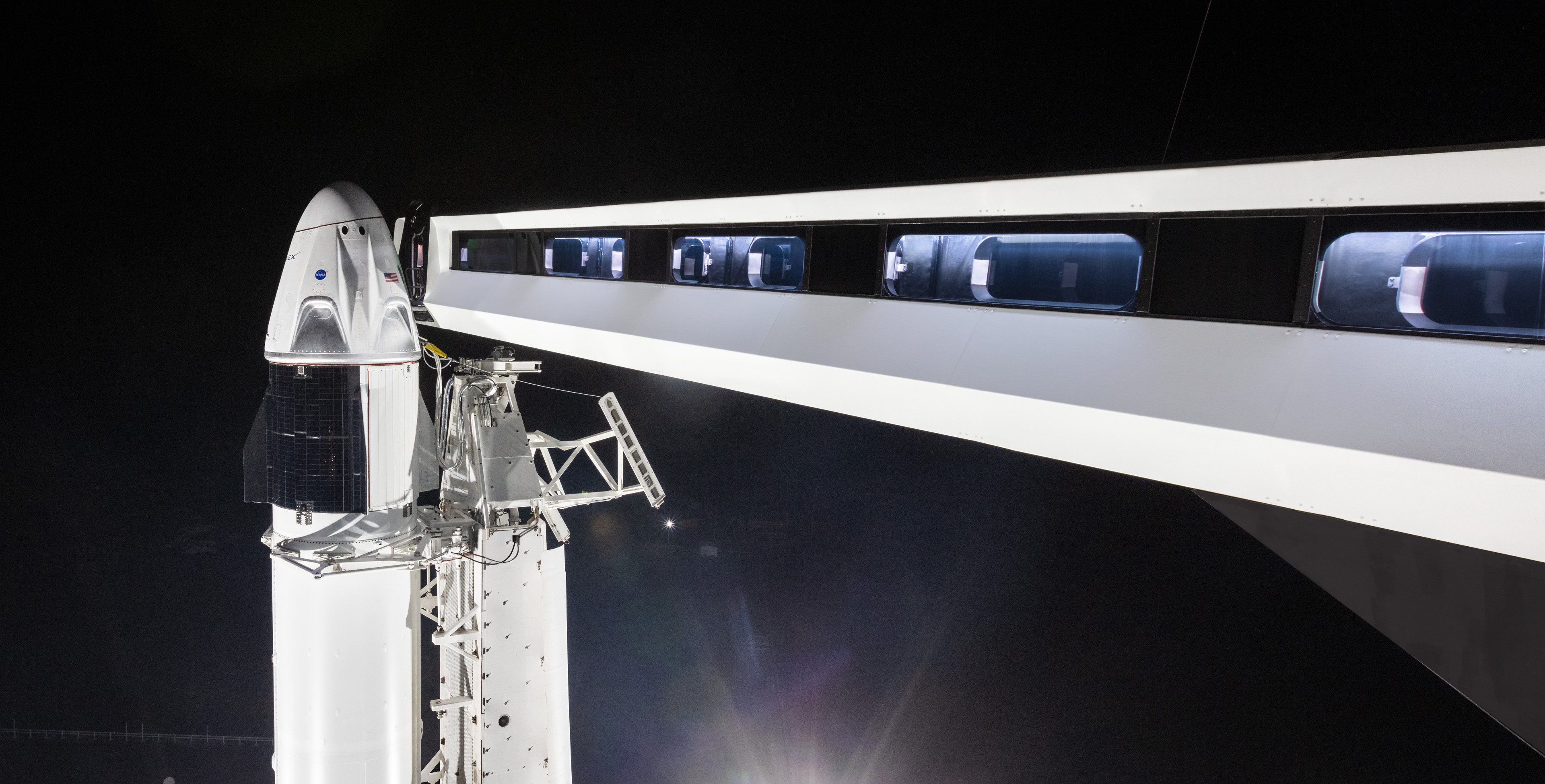
Корабель на верхівці Falcon 9 перед стартом. Видно перехідний місток від пускової вежі для входу астронавтів
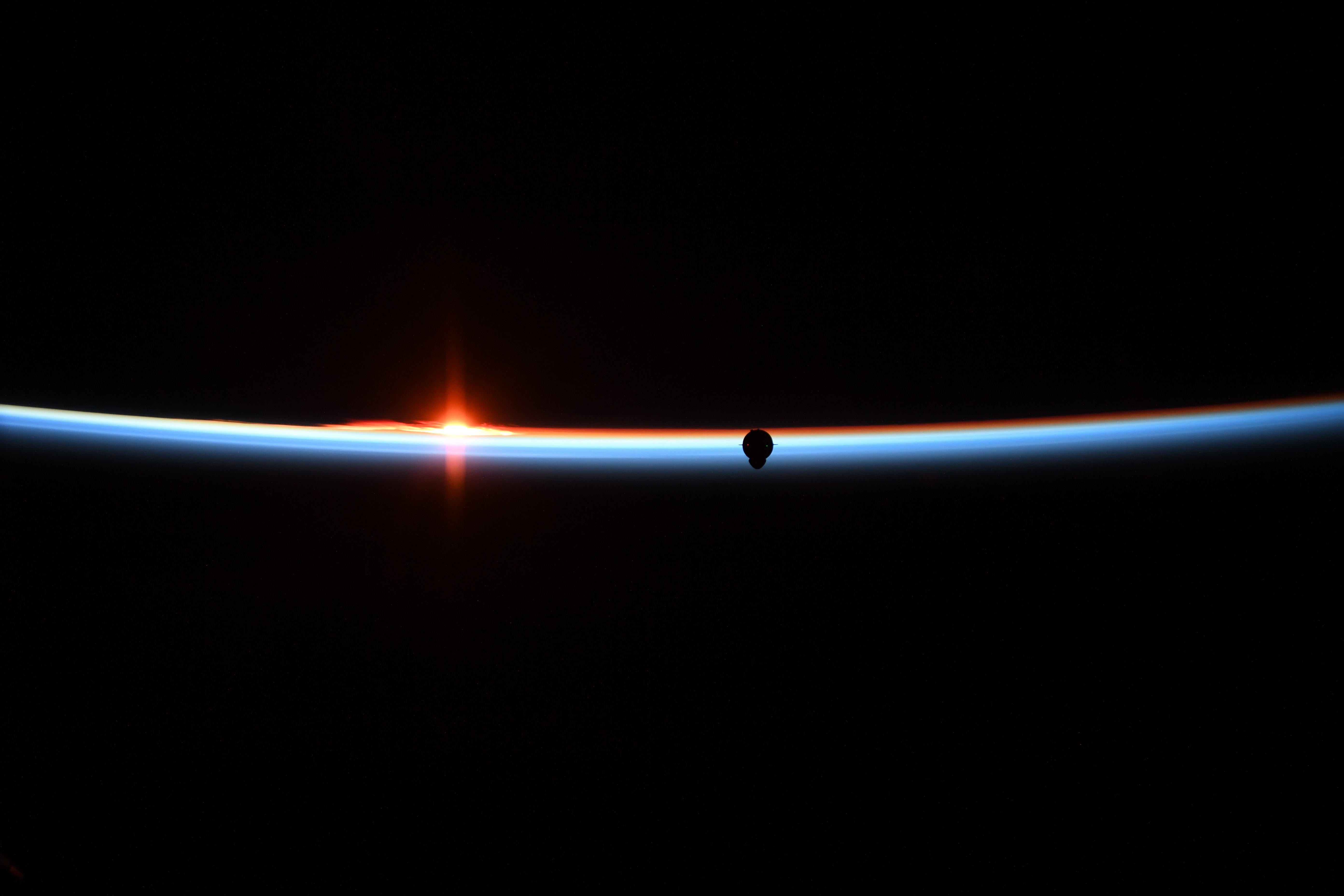
Силует корабля, що наближається до МКС, на фоні земного горизонту
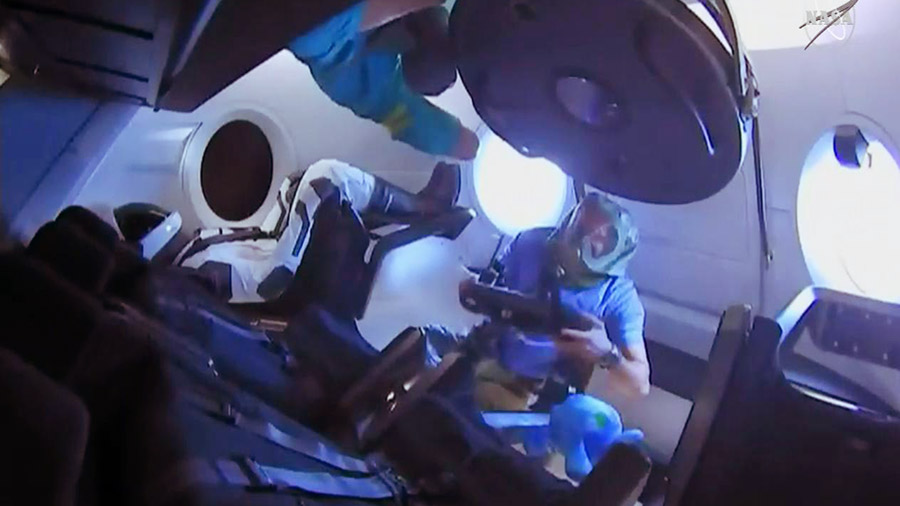
Перше відчинення люка. Команда, про всяк випадок, одягла захисні маски
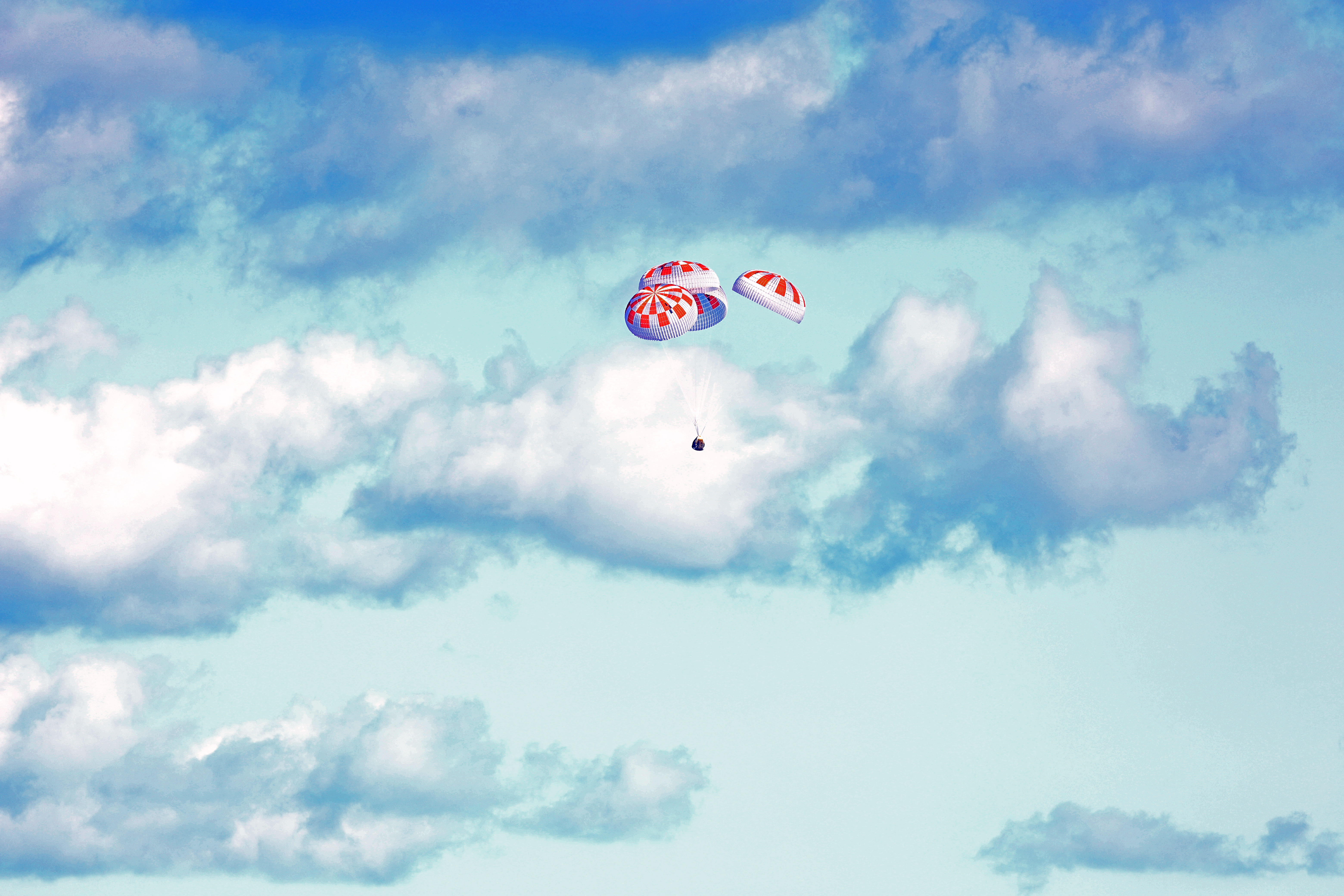
Приводнення
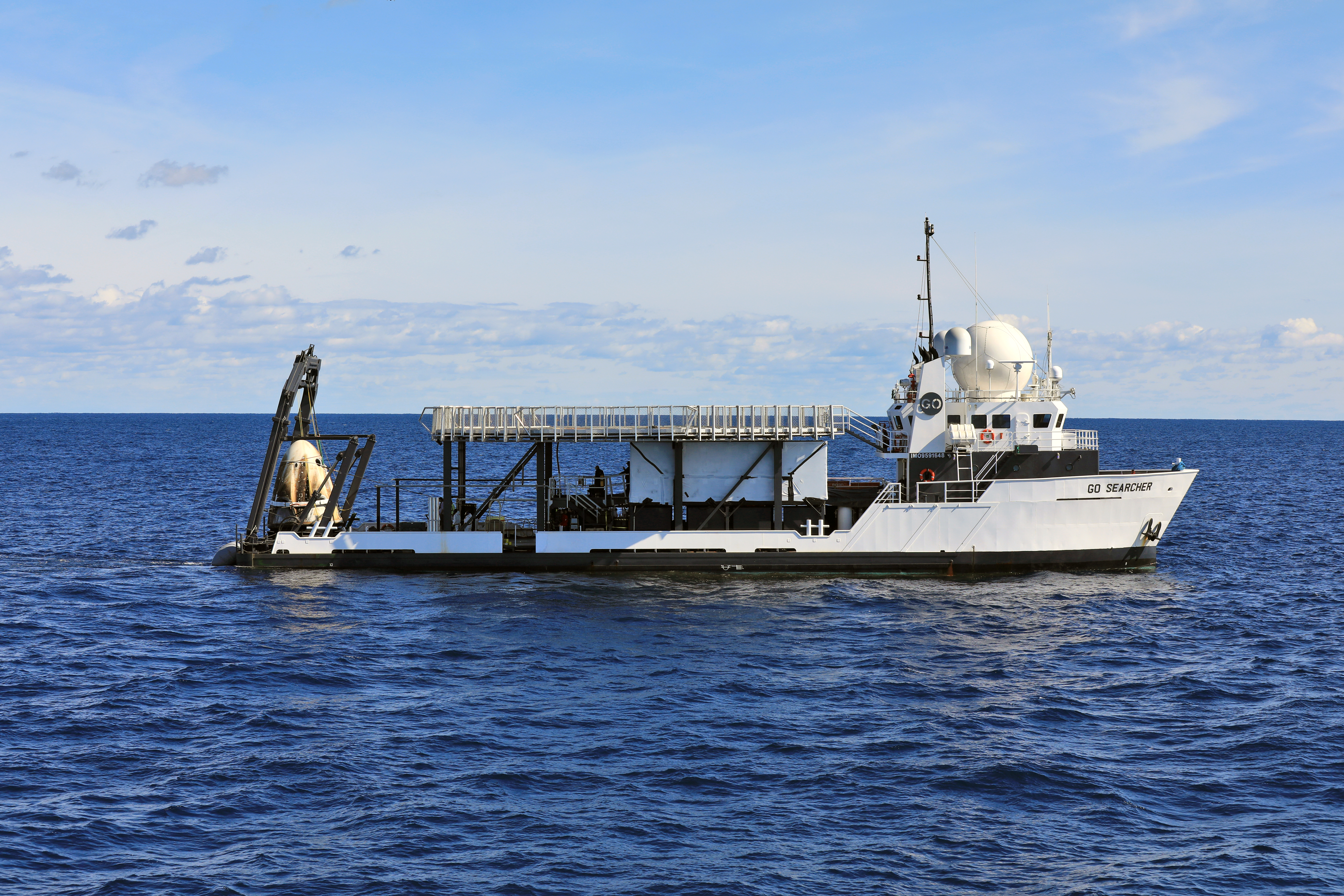
Рятувальний корабель із капсулою на борту